# Caucanthus
Caucanthus é um género botânico pertencente à família Malpighiaceae.

## Espécies
| - Caucanthus albidus - Caucanthus arabicus - Caucanthus argenteus - Caucanthus auriculatus - Caucanthus chiovendae | - Caucanthus cinereus - Caucanthus edulis - Caucanthus forskahlei - Caucanthus platanifolia - Caucanthus squarrosus |

1. ↑  «Caucanthus — World Flora Online». www.worldfloraonline.org. Consultado em 19 de agosto de 2020